# Yrouerre
 Yrouerre  es una comuna y población de Francia, en la región de Borgoña, departamento de Yonne, en el distrito de Avallon y cantón de Tonnerre.
Está integrada en la Communauté de communes du Tonnerrois.

## Demografía
| 179 | 161 | 152 | 136 | 161 | 197 |
| Para los censos de 1962 a 1999 la población legal corresponde a la población sin duplicidades (Fuente: INSEE [Consultar]) |     |     |     |     |     |